# Єленін (Західнопоморське воєводство)
Єленін (пол. Jelenin) — село в Польщі, у гміні Хойна Грифінського повіту Західнопоморського воєводства.
Населення — 194 особи (2011).
У 1975-1998 роках село належало до Щецинського воєводства.

## Демографія
Демографічна структура станом на 31 березня 2011 року:
|          | Загалом | Допрацездатний вік | Працездатний вік | Постпрацездатний вік |
| -------- | ------- | ------------------ | ---------------- | -------------------- |
| Чоловіки | 92      | 18                 | 64               | 10                   |
| Жінки    | 102     | 17                 | 59               | 26                   |
| Разом    | 194     | 35                 | 123              | 36                   |